# キャラクター作成 (RPG)
キャラクター作成（キャラクターさくせい、character creation/making）は、ゲームで登場するプレイヤーキャラクター、またはノンプレイヤーキャラクターをゲームルール上で作成することであり、主にロールプレイングゲーム(RPG)で行われる。広義の「プレイヤーキャラクター」には「プレイヤーが操作するあらゆるキャラクター」が含まれ、人間やその亜種に限定されない（例えばシューティングゲームの自機も含まれる）が、本項目では主にロールプレイングゲームで扱われるプレイヤーキャラクターについて解説する。

## 概要
キャラクター作成は、通常プレイヤーがゲームの準備のために行う最初のステップである。プレイヤーは自分のキャラクターの能力値やヒットポイント、技能、特技、名前などを決定する。キャラクター作成の結果は、キャラクターシートの記録上に直接描写される。それは統計の面でキャラクターの物理的、精神的、心理的、社会的な特性を、ゲーム特有の表現だけではなく、多くの場合、キャラクターの外見、性格、個人的なバックストーリー（"背景"）と財産などの形式的な記述が、その最も包括的な形で含まれている。プレイ中、他のプレイヤーに限らず、キャラクターのプレイヤーとゲームマスターに知られている正確な統計情報と他の特性がキャラクターを間接的に特徴付けている間、キャラクターの外見だけは通常は明示的に記述される。
キャラクターの成長は、後のゲームでキャラクターの統計情報の向上を指す。通常は経験点を費やしたり、新しい経験のレベルを獲得したときに、プレイヤーはキャラクターの現在の情報を変更して新しいものを追加する。キャラクターの成長は、通常、キャラクター作成と同様のルールを使用する。成長を通じてキャラクターのコンセプトの非現実的な急激な変化を避けるために、キャラクターの成長は、通常最初のキャラクター作成よりも制限されている。例として、能力値は、キャラクターの成長のときに変更するのが困難である（不可能ではない）。
他のシステムのキャラクターの成長は、（映画の作成に似た意味で）ロールプレイングを通じてキャラクターのプレイヤーの間接的な特性を代わりに意味するのに対し、長期的なキャラクターの開発は、いくつかのゲームシステムでは、（専門能力開発や人材開発に似た意味で）キャラクターの成長と同じ意味で使用されている。

## テーブルトークRPG
先述の通り、テーブルトークRPG(TRPG)ではプレイヤーキャラクターの作成はゲームを遊ぶための準備の中でもっとも大きな部分を占める。ゲームルールにおいても、キャラクター作成に関するルールはゲームルール全体の中で大きな比率を占める。デザインコンセプトにより、一人のプレイヤーキャラクターの作成にかかる時間は大きく左右され、慣れれば30分かからず出来上がるシステムもあれば、数多くのチャートを使用するために数時間を要するシステムもある。

### キャラクターを1から作成する場合
ほとんど全てのTRPGシステムにはキャラクター作成ルールがある。
キャラクターを1から作成するルールは、時間がかかるという欠点がある反面、自分の納得のいくキャラクターを作り上げられるという利点がある。このようなルールは、後述のルールの登場により、「フルスクラッチ」「コンストラクション」などと呼ばれるようになった。

#### 能力値の決定
このルールに沿ってキャラクターを作成する場合、もっとも重要なのは主要な能力値の決定である。
能力値の決定においてサイコロを使用するシステムと使用しないシステムがある。『ダンジョンズ&ドラゴンズ第4版』のように複数の方法から選択できるものや、片方を基本ルールとしもう一方を選択ルールとして使用できるものもある。
サイコロで決定するシステムの中には、『ウォーハンマーRPG』『無限のファンタジアTRPG』『迷宮キングダム』などのように、キャラクターを全てサイコロを振るだけで作り上げられるシステムも存在する。
サイコロによる決定
全ての能力値をサイコロの目に従って決定する。
簡単に能力値を決められるが、自分のイメージ（頭がいいなど）通りのキャラクターは作りにくい。確率は低いが、全てに秀でたキャラクターや全てが平均以下のキャラクターができる可能性もある。
点数を振り分ける
規定された点数を各能力値に振り分ける。
サイコロを振る場合に比べて自由度が高く、自分のイメージに合ったキャラクターを作りやすい。
極端なキャラクターにならないように、配分できる点数に上限や下限を設ける場合が多い。

#### 種族による修正
多くのロールプレイングゲームでは、人間以外のキャラクターを作成することができる。種族によって体格などに差があるため、能力値も変わってくる。
能力値決定にサイコロを振る場合、サイコロを振って数値が決まった後で種族による修正を行う。『ソード・ワールドRPG』のように、種族によって能力値の決定に使用するサイコロの数が変わるものもある。
点数を振り分ける形式の場合、種族ごとに基本値が決定され、そこに点数を加算する形式がとられる。

#### クラスとスキル
能力値が決定したら、キャラクターが持つ技能を決定する。技能は職業や役割分担を意味する「クラス」と個々の技術（剣術・鍵開けなど）を意味する「スキル」があり、ゲームによって採用されているものが違う。クラスとスキルについてはキャラクタークラスを参照。
能力値や種族によっては特定の能力が取得できない場合もある（知性の能力値が低いと魔法使いになれないなど）。

#### その他
最初の所持金を決定し、それを利用して装備品や消耗品を購入できる。
性別・名前・経歴などを決定するとキャラクターが完成する。

### 半完成キャラクターを使用する場合
能力値決定済み、クラス決定済み、ヒットポイントも確定、技能も取得済み、主要な装備も持っていて、後は追加の技能や追加設定、名前を決定すれば完成というキャラクターを、ルールブックで多数用意していることがある。プレイヤー好みのキャラクターではないかもしれないが、キャラクター作成にかかる時間を大幅に短縮でき、ゲームシステム初心者のプレイヤーにも適するようにバランスがとられていることが多い。これらの半完成キャラクターを多数用意することによって、ゲームのバリエーションを広げているシステムもある。このようなキャラクターは「アーキタイプ」「テンプレート」「クイックスタート」などと呼ばれている。

### プレロールドキャラクター
プレロールドキャラクターとは、ゲーム開始前にあらかじめゲームマスターが用意するキャラクターである。すでに作成されているという点では上述の半完成キャラクターと同じであるが、ゲームマスターが行うシナリオに必要な能力や設定を持つこともある。

## コンピューターRPGのキャラクター作成
1981年のコンピューターRPG『ウィザードリィ』は、D&Dの影響を強く受けていたこともあり、基本的なキャラクターの能力値はD&Dに良く似ていたが、能力値決定にはプレイヤーの選択の幅が大きかった。以下に『ウィザードリィ』#1のキャラクター作成法を挙げる。
1. 名前を決める。
2. 性格（善・中立・悪）を選ぶ。
3. 種族を選ぶ。種族ごとに基本能力値が異なる。
4. ランダムに与えられたボーナスポイントを基本能力値に加算する。合計が一定の条件に達すると、選択可能なキャラクタークラスが表示される。
5. クラスを選択して作成終了。

その後、1986年の『ドラゴンクエスト』では、キャラクター作成は勇者の名前を付けるだけであり、パラメーターはあらかじめ設定されていたものに固定された状態でスタートした。『ドラゴンクエストIII そして伝説へ…』では主人公や仲間の名前と性別を決定することができるようになったが、シリーズ全体を通してプレイヤーがゲーム内で能力値を操作するということは基本的にない。
1987年の『ファイナルファンタジー』では、4人の主人公には名前とジョブを決めることができるが、シリーズを通してプレイヤーが能力値に直接関与することは基本的にない。本シリーズで特筆できる事項として、シリーズ作品の中にプレイヤーキャラクターの名前があらかじめ決められているものがあるが、ゲーム中ならいつでも名前を変更できる作品がある点が挙げられる。
その他のコンピューターRPGの中には、ゲーム開始時にプレイヤーがプレイヤーキャラクターの能力値を直接決定してからゲームを始める形式のものも少なくない。ただし、この場合プレイヤーが開発側の予想しない能力値操作を行い、結果的にゲームの進行に影響を与えてしまうことも懸念される。